# Elfquest (jeu de rôle)
Pour les articles homonymes, voir Elfquest.
Elfquest est un jeu de rôle conçu par Steve Perrin, originellement publié chez Chaosium et basé sur les bandes dessinées de Wendy et Richard Pini. Il utilise le Basic Role-Playing System.
Ce jeu met en scène des tribus d'elfes capable de communiquer télépathiquement, tentant de survivre sur un monde ressemblant à une Terre préhistorique, appelé le monde des Deux Lunes.

## Éditeurs
- Chaosium
- Halloween Concept (traduction française)

## Parutions

### Règles
- ElfQuest (1984)
- ElfQuest Companion (1985)
- ElfQuest (VF, 1994)

### Suppléments
- Ecran ElfQuest (VF, 1995)
- Sea Elves (1985)
- Elf War (1986)